# Battlefield 2
Battlefield 2 – gra komputerowa z gatunku first-person shooter stworzona przez Digital Illusions CE i wydana przez firmę Electronic Arts w 2005 roku. Gra jest kontynuacją gier Battlefield 1942 oraz Battlefield Vietnam. Do podstawowej wersji gry zespół EA wydał trzy dodatki: Special Forces, Euro Force oraz Armored Fury.
30 czerwca 2014 roku, Electronic Arts zamknęło serwery obsługujące Battlefield 2 oraz kilkadziesiąt innych gier opartych na platformie GameSpy Arcade. Możliwość uczestniczenia w rozgrywkach wieloosobowych za pośrednictwem internetu nadal jest możliwa. Jednym z rozwiązań jest uruchomiony przez społeczność graczy projekt battlelog.co, który umożliwia darmową grę w trybie wieloosobowym w Battlefield 2 na platformach PC oraz Mac.

## Fabuła
W drugiej części serii Battlefield grający walczy w czasach współczesnych. Fabuła oparta jest na fikcyjnym konflikcie Stanów Zjednoczonych (USA), Chińskiej Republiki Ludowej (PLA – People's Liberation Army) oraz Koalicji Środkowowschodniej (MEC – Middle Eastern Coalition). W grze do dyspozycji gracza są najnowsze rodzaje broni i pojazdów, m.in. amerykański oraz rosyjski czołg (M1 Abrams i T-90), śmigłowce transportowe (np. UH-60 Black Hawk) itp.

## Rozgrywka
Akcja rozgrywa się na pustynnych terytoriach Bliskiego Wschodu i chińskich nizinach. Strony konfliktu podzielono na trzy grupy: USMC, MEC oraz PLA. Różnice w siłach konfliktu mają swoje odzwierciedlenie w wizualnym wyglądzie piechoty, oraz w używanym przez nich uzbrojeniu, do których można zaliczyć także defibrylator.

### System rang
Gracze mają możliwość grania na serwerach rankingowych, na których zliczane są wyniki oraz statystyki gry dla poszczególnych graczy. Wraz ze zdobywaniem punktów gracze awansują w hierarchii stopni wojskowych, wzorowanej na tej stosowanej w wojskach amerykańskich. Awans na kolejny stopień wiąże się często z możliwością odblokowania nowej niestandardowej broni, tzw. unlock.

### Mapy
Mapy stworzone dla gry mają swoje odniesienie w realnym świecie, dzieją się na pustyniach na Bliskim Wschodzie oraz na nizinach w Chinach, jednak historia konfliktów została zmyślona. Można więc stoczyć potyczkę na:
- 16 mapach w wersji podstawowej gry (Dalian Plant, Daqing Oilfields, Dragon Valley, FuShe Pass, Gulf of Oman, Highway Tampa, Kubra Dam, Mashtuur City, Operation Blue Pearl, Operation Clean Sweep, Road to Jalalabad, Sharqi Peninsula, Songhua Stalemate, Strike at Karkand, Wake Island 2007, Zatar Wetlands),
- ośmiu mapach w dodatku Special Forces: Devil's Perch, Ghost Town, Iron Gator, Leviathan, Mass Destruction, Night Flight, Surge, Warlord.
- trzech mapach w dodatku Euro Force: Great Wall, Operation Smoke Screen, Taraba Quarry.
- oraz trzech mapach w dodatku Armored Fury: Midnight Sun, Operation Harvest, Operation Road Rage.

### Uzbrojenie
Do dyspozycji gracza oddany został arsenał obejmujący m.in. karabiny automatyczne, pistolety, noże, strzelby, karabiny wyborowe, pistolety maszynowe, ręczne karabiny maszynowe, wyrzutnie przeciwpancernych pocisków kierowanych, granaty ręczne (odłamkowe, oślepiające, dymne) czy miny. Poza uzbrojeniem standardowym, odmiennym dla każdej z walczących stron, w grze istnieje broń, którą gracz może odblokować z biegiem czasu wraz z awansami na wyższe stopnie wojskowe. Po odblokowaniu broń ta dostępna jest niezależnie od wybranej strony konfliktu.

### Pojazdy
W Battlefield 2, tak jak w poprzednich odsłonach, ważną rolę na polu walki odgrywają pojazdy. Typy dostępnych pojazdów: czołgi, mobilna artyleria przeciwlotnicza, opancerzone transportery piechoty, ciężkie pojazdy i lekkie łaziki, łodzie pontonowe, helikoptery (transportowe oraz bojowe) i samoloty (myśliwce oraz bombowce). Każda ze stron konfliktu posiada swoją własną odmianę wyżej wymienionych pojazdów.

### Klasy
W Battlefield 2 występuje siedem klas żołnierzy: szturmowiec, sanitariusz, żołnierz wsparcia, mechanik, grenadier, komandos oraz snajper.
Szturmowiec wyposażony jest w kamizelkę kuloodporną, karabin automatyczny z granatnikiem oraz granat dymny. Medyk posiada apteczkę którą może leczyć swoich towarzyszy broni oraz defibrylator dzięki któremu może przywrócić do walki ciężko rannych kolegów. Żołnierz wsparcia jest wyposażony w lekki karabin maszynowy oraz dostarcza amunicję sojuszniczym jednostkom. Mechanik naprawia pojazdy, stawia miny przeciwpancerne oraz naprawia sprzęt nawigacyjny i artylerię. Grenadier jest wyposażony w wyrzutnię rakiet, która jest bardzo skuteczna przeciwko wrogim pojazdom. Snajper posiada karabin z lunetą do rażenia wroga z dużej odległości oraz stawia miny przeciwpiechotne, a komandos dysponuje ładunkami wybuchowymi C4, którymi może wysadzać wszystko - od ludzi po pojazdy, mosty po artylerię.

## Dodatki

### Special Forces
Battlefield 2: Special Forces – dodatek do gry Battlefield 2. Tym razem autorzy postawili na elitarne oddziały specjalne. W Special Forces rzadziej spotyka się pojazdy. Wprowadzono kilka nowości: nową broń (m.in. RPG-7), nowe pojazdy (śmigłowce szturmowe, ATV, BMP-3, samochody cywilne, półciężarówki, Desert Raider, HMMWV z wyrzutnią TOW i skutery wodne), nowe frakcje (Navy SEALS, SAS, jednostki specjalne MEC, Specnaz, partyzanci i rebelianci) oraz nowe mapy.

### Booster packi
Do Battlefield 2 wydane zostały dwa tzw. booster packi, które poszerzały zawartość gry, choć w mniejszym stopniu niż dodatek Special Forces.
Zawartość obu booster packów została udostępniona za darmo wraz z wydanym 1 września 2009 roku uaktualnieniem do wersji 1.5.

#### Euro Force
Battlefield 2 Euro Force – drugi oficjalny dodatek i pierwszy wydany w formie booster-packa 26 marca 2006 roku. W dodatku udostępniono graczom możliwość gry europejskimi siłami zbrojnymi. W związku z tym dodano możliwość sterowania czterema nowymi maszynami bojowymi (myśliwiec Eurofighter, czołg Leopard 2A6, czołg Challenger 2 oraz helikopter Eurocopter Tiger (Tiger HAP)). Europejscy piechurzy mogą być natomiast wyposażeni w osiem nowych broni: Famas, L85A2, HK53, AG36, HK21, Benelli M4, P90, oraz L96A1. Gracze mają do dyspozycji również trzy nowe areny walki.

#### Armored Fury
Battlefield 2 Armored Fury – drugi oficjalny dodatek z serii booster pack wydany 6 czerwca 2006. Jego akcja dzieje się w Stanach Zjednoczonych, a dodano w nim trzy nowe mapy oraz dwa nowe typy jednostek – lekkie śmigłowce i samoloty szturmowe.